# Daniel Sordo
Daniel Sordo Castillo, noto Dani (Torrelavega, 2 maggio 1983) è un pilota di rally spagnolo, membro della squadra Hyundai Shell Mobis WRT, nel quale gareggia dal 2003.

## Carriera

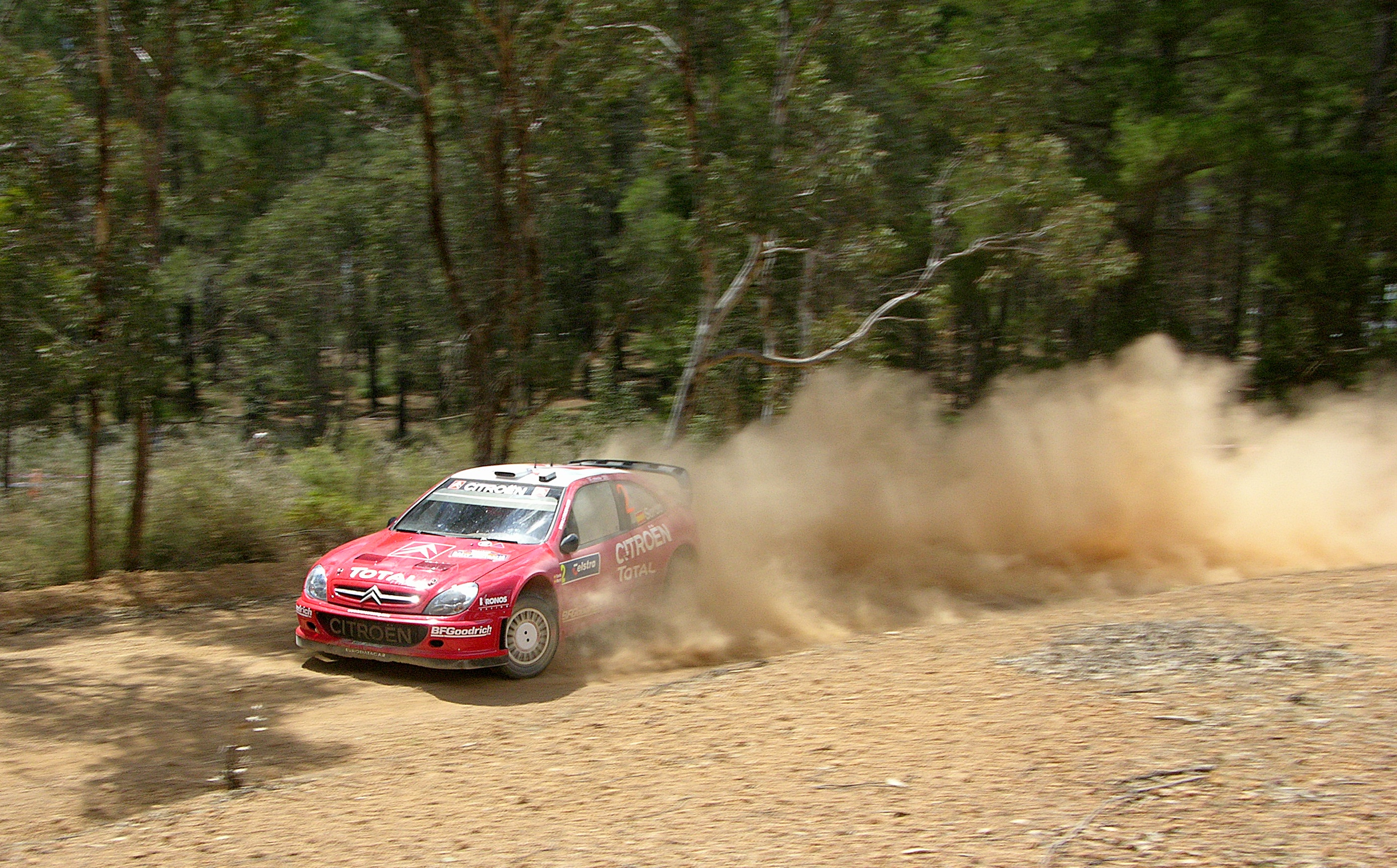
Sordo alla guida di una Citroën Xsara WRC nel Rally d'Australia 2006

Sordo ha iniziato con il motocross quando aveva dodici anni, ma aveva già esperienze di hillclimbing, kart e campionati turismo. La sua prima apparizione in una gara del World Rally Championship è stata con il Rally di Catalogna, la prova spagnola della stagione, nel 2003 a bordo di una Mitsubishi Lancer Evo VII, arrivando al 18º in classifica generale. Ha vinto inoltre il Campionato Spagnolo Junior del 2003, confermando il titolo anche nel 2004, mentre accumulava altre partecipazioni a prove WRC in Argentina (ritiro), Francia (13º) e in Spagna (20º).
In quest'ultima prova lascia la sua Mitsubishi per passare a una Citroën C2 S1600, confermando la scelta nel 2005, con un'intera stagione nel Junior World Rally Championship (JWRC) con la squadra belga Kronos Racing. Nel frattempo Dani ha cambiato il proprio navigatore, passando a Marc Martí, ex-copilota del plurititolato Carlos Sainz. Dopo i successi in Sardegna, Finlandia, Germania e Spagna, conquista il titolo mondiale Junior.
Tutte queste esperienze accumulate permettono a Sordo di poter correre la stagione successiva con una Xsara World Rally Car come terzo pilota nel campionato del mondo di rally del 2006.
Alcuni buoni risultati, come i podi in Catalogna e in Corsica, permettono subito a Daniel Sordo di diventare il secondo pilota della squadra già dal rally di Germania, gerarchicamente dietro al campione Sébastien Loeb e davanti al connazionale Xavier Pons. Sordo termina il 2006 con quattro piazzamenti sul podio, 49 punti e un quinto posto in classifica generale.

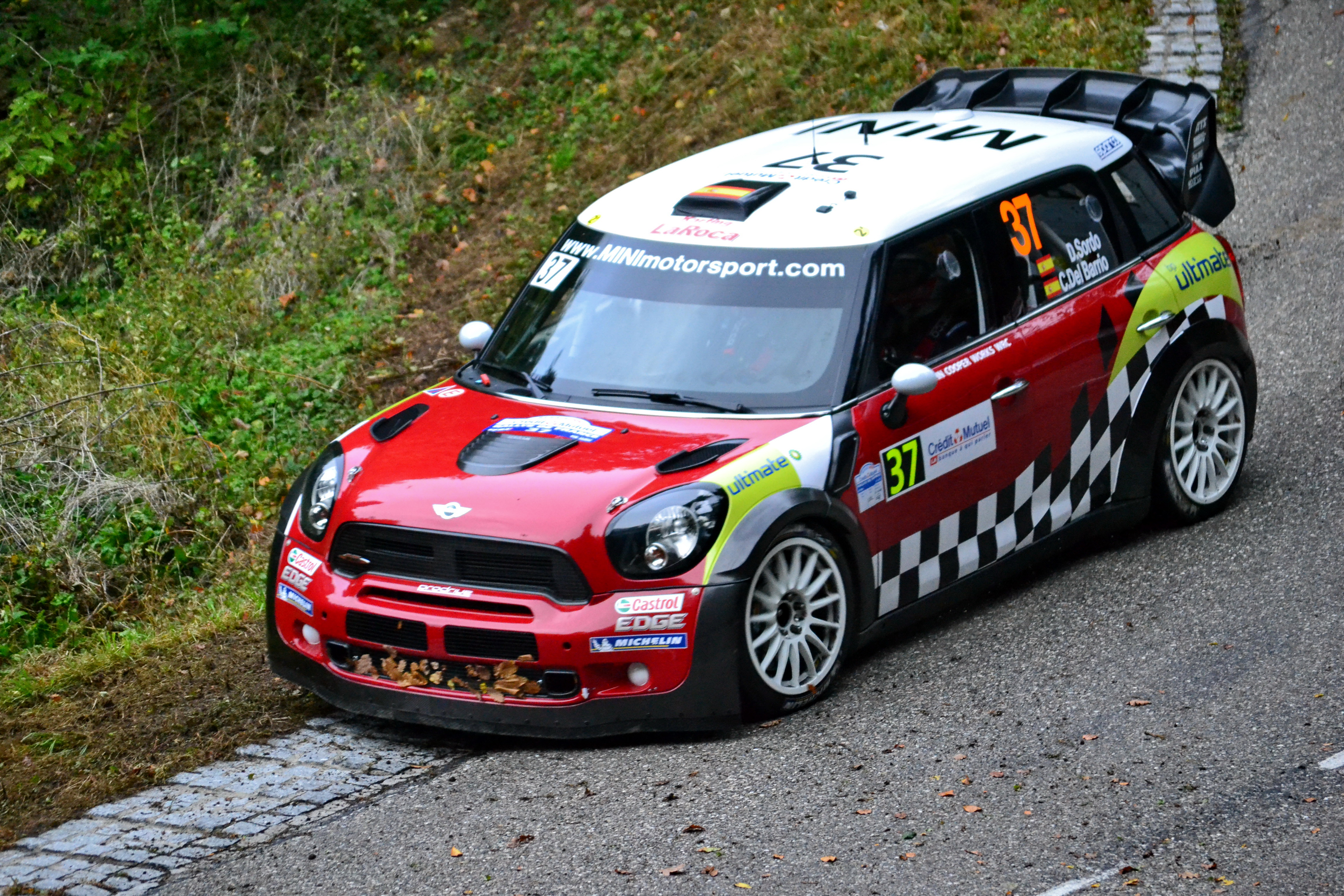
Sordo alla guida della Mini John Cooper Works WRC nel Rally d'Alsazia 2012

La squadra ufficiale Citroën Sport ritorna ufficialmente nel 2007, e conferma Sordo come seconda guida della squadra. Sébastien Loeb invece sarebbe stato determinato a vincere un altro titolo mondiale, il primo a bordo della nuova C4, erede dell'affidabile Xsara. Sordo comincia subito con un secondo posto al rally di Monte Carlo, e in stagione raggiungerà il podio altre sei volte; ossia in Portogallo, Sardegna, Spagna, dove passò per la prima volta in testa alla classifica WRC in carriera, Francia, Giappone e infine Irlanda. Con 65 punti è quarto in classifica piloti, alle spalle del compagno Loeb e dei finnici Marcus Grönholm e Mikko Hirvonen.
Nella stagione 2008, dopo soli tre punti nelle prime tre prove, Sordo inanella podi in Argentina e nell'esordiente prova della Giordania. Il 12 luglio, Sordo vince l'SM O.K. Auto-Ralli, quinta prova del campionato di rally della Finlandia. Inizialmente doveva essere solo un test, ma via via la squadra lo invitò a prepararsi lì in vista dell'imminente Rally dei "mille laghi". Sordo riesce a conquistare la sua prima vittoria dal suo approdo al WRC.
Ritornato nel vero campionato del mondo World Rally Championship, Sordo sulla sua C4 WRC arriva in quarta posizione; nelle successive buone prove la Citroën riesce ad accumulare un buon vantaggio anche in classifica costruttori nei confronti della rivale Ford (27 punti). Al termine della stagione Daniel Sordo conquista la terza posizione assoluta, il suo miglior risultato in carriera fin qui ottenuto. Dal 2011 al 2012 Dani corre per il Mini WRC Team, dove trova come compagno di squadra il pilota inglese Kris Meeke. Nel 2013 ritorna a gareggiare per il Citroën Total World Rally Team al fianco di Mikko Hirvonen. In agosto conquista il suo primo successo nel WRC, aggiudicandosi il Rally di Germania davanti a Thierry Neuville e Mikko Hirvonen.

## Palmarès
- 1  Campionato spagnolo (2005)
- 1  Junior World Rally Championship (2005)

## Vittorie nel mondiale rally

### Junior WRC
| Nº | Anno | Rally              | Copilota   | Vettura          |
| -- | ---- | ------------------ | ---------- | ---------------- |
| 1  | 2005 | Rally di Sardegna  | Marc Martí | Citroën C2 S1600 |
| 2  | 2005 | Rally di Finlandia | Marc Martí | Citroën C2 S1600 |
| 3  | 2005 | Rally di Germania  | Marc Martí | Citroën C2 S1600 |
| 4  | 2005 | Rally di Catalogna | Marc Martí | Citroën C2 S1600 |

### WRC
| Nº | Anno | Rally             | Copilota          | Vettura               | Squadra                                  |
| -- | ---- | ----------------- | ----------------- | --------------------- | ---------------------------------------- |
| 1  | 2013 | Rally di Germania | Carlos del Barrio | Citroën DS3 WRC       | Citroën Total Abu Dhabi World Rally Team |
| 2  | 2019 | Rally di Sardegna | Carlos del Barrio | Hyundai i20 Coupe WRC | Hyundai Shell Mobis WRT                  |
| 3  | 2020 | Rally di Sardegna | Carlos del Barrio | Hyundai i20 Coupe WRC | Hyundai Shell Mobis WRT                  |

### Altri Rally
| Nº | Anno | Campionato                       | Rally                                                  | Copilota                        | Vettura                      |
| -- | ---- | -------------------------------- | ------------------------------------------------------ | ------------------------------- | ---------------------------- |
| 1  | 2001 | Campionato cantabrico            | Rallye Ciudad de Torrelavega                           | Amadeo Aguirre                  | Mitsubishi Lancer Evo VI     |
| 2  | 2001 | Campionato cantabrico            | Rallye Cantabria                                       | Amadeo Aguirre                  | Mitsubishi Carisma GT Evo VI |
| 3  | 2001 | Campionato cantabrico sprint     | Rallysprint de Helguera-Otañes                         | Amadeo Aguirre                  | Mitsubishi Carisma GT Evo VI |
| 4  | 2001 | Campionato cantabrico            | Rally de Cóbreces                                      | Amadeo Aguirre                  | Mitsubishi Carisma GT Evo VI |
| 5  | 2001 | Campionato cantabrico sprint     | Rallysprint San Roque Mirones                          | Amadeo Aguirre                  | Mitsubishi Carisma GT Evo VI |
| 6  | 2002 | Campionato cantabrico            | Rallye de Guriezo                                      | Amadeo Aguirre                  | Mitsubishi Carisma GT Evo VI |
| 7  | 2002 | Campionato cantabrico sprint     | Rallysprint Villa de Limpias                           | Amadeo Aguirre                  | Mitsubishi Carisma GT Evo VI |
| 8  | 2002 | Campionato cantabrico            | Rallye Cantabria                                       | Ezequiel Nazábal                | Mitsubishi Carisma GT Evo VI |
| 9  | 2002 | Campionato cantabrico            | Rally Cabezón de la Sal                                | Ezequiel Nazábal                | Mitsubishi Carisma GT Evo VI |
| 10 | 2003 | -                                | Rallysprint de Hoznayo                                 | Juan Antonio Castillo Fernández | Mitsubishi Lancer Evo VI     |
| 11 | 2003 | Campionato spagnolo              | Rallye Santander Cantabria                             | Juan Antonio Castillo Fernández | Mitsubishi Lancer Evo VI     |
| 12 | 2003 | -                                | Rally de Torrelavega                                   | Juan Antonio Castillo Fernández | Mitsubishi Carisma GT Evo VI |
| 13 | 2004 | Campionato andaluso              | Rally Ruta del Vino Montilla-Moriles                   | Carlos del Barrio               | Citroën C2 GT                |
| 14 | 2004 | Campionato spagnolo              | Rallye Costa del Sol                                   | Carlos del Barrio               | Citroën C2 S1600             |
| 15 | 2004 | Campionato spagnolo              | Rallye de Madrid - La Alcarria                         | Carlos del Barrio               | Citroën C2 S1600             |
| 16 | 2005 | Campionato spagnolo              | Rallye de Ferrol                                       | Marc Martí Moreno               | Citroën C2 S1600             |
| 17 | 2005 | Campionato spagnolo              | Rallye Rías Baixas Redcom                              | Carlos del Barrio               | Citroën C2 S1600             |
| 18 | 2005 | Campionato spagnolo              | Rallye de Ferrol                                       | Marc Martí Moreno               | Citroën C2 S1600             |
| 19 | 2005 | Campionato spagnolo              | Rallye Villa de Llanes                                 | Marc Martí Moreno               | Citroën C2 S1600             |
| 20 | 2005 | Coppa europea ovest              | Rally Principe delle Asturie                           | Marc Martí Moreno               | Citroën C2 S1600             |
| 21 | 2008 | Campionato finlandese            | SM O.K. Auto-ralli                                     | Marc Martí Moreno               | Citroën C4 WRC               |
| 22 | 2008 | -                                | Memorial Bettega Night Sprint                          | Senza copilota                  | Citroën C4 WRC               |
| 23 | 2008 | -                                | Memorial Bettega                                       | Senza copilota                  | Citroën C4 WRC               |
| 24 | 2009 | -                                | Rallye de Torrelavega                                  | Carlos del Barrio               | Citroën C2 S1600             |
| 25 | 2010 | Campionato finlandese            | Rally Artico                                           | Marc Martí Moreno               | Citroën C4 WRC               |
| 26 | 2010 | -                                | Rally di Monza - Vetture WRC                           | Diego Vallejo                   | Citroën C4 WRC               |
| 27 | 2010 | -                                | Rally di Monza                                         | Diego Vallejo                   | Citroën C4 WRC               |
| 28 | 2012 | Intercontinental Rally Challenge | Tour de Corse                                          | Carlos del Barrio               | Mini John Cooper Works S2000 |
| 29 | 2013 | -                                | WRC Fafe Rally Sprint                                  | Carlos del Barrio               | Citroën DS3 WRC              |
| 30 | 2013 | -                                | Rally di Monza - Vetture WRC 1.6T                      |                                 | Citroën DS3 WRC              |
| 31 | 2013 | -                                | Rally di Monza                                         |                                 | Citroën DS3 WRC              |
| 32 | 2014 | -                                | Goodwood Rally Stage                                   | Senza copilota                  | Hyundai i20 WRC              |
| 33 | 2019 | Trofeo Iberico                   | Rally Serras de Fafe                                   | Carlos del Barrio               | Hyundai i20 R5               |
| 34 | 2019 | Campionato cantabrico            | Rallye Cristian López Herrero                          | Carlos del Barrio               | Hyundai i20 R5               |
| 35 | 2019 | Campionato argentino             | Rally de Neuquén                                       | Carlos del Barrio               | Hyundai i20 R5               |
| 36 | 2019 | -                                | Rally di Monza - Vetture WRC Plus                      | Carlos del Barrio               | Hyundai i20 Coupe WRC        |
| 37 | 2020 | -                                | Rally Stars Roma Capitale                              | Carlos del Barrio               | Hyundai i20 Coupe WRC        |
| 38 | 2020 | -                                | Rallysprint de Rudagüera                               | Iván Bajo                       | Hyundai i20 R5               |
| 39 | 2020 | -                                | Rallye de Cóbreces                                     | Carlos del Barrio               | Hyundai i20 R5               |
| 40 | 2021 | Coppa spagnola asfalto           | Rallye Blendio-Cristian López-Trofeo Cantabria Deporte | Cándido Carrera                 | Hyundai i20 R5               |
| 41 | 2024 | Campionato Sprint Asturie        | Rallysprint de Panes                                   | Julián Ruiz Eguren              | BMW E30 M3                   |
| 42 | 2024 | -                                | Rali Terras d'Aboboreira (Extra)                       | Cándido Carrera                 | Hyundai i20 N Rally1 Hybrid  |
| 43 | 2024 | Campionato Cantabrico            | Rallye Blendio Cristian López Herrero                  | Carlos del Barrio               | Hyundai i20 N Rally2         |

## Risultati nel mondiale rally

### WRC
| 2003 | Scuderia | Vettura               |  |  |  |  |  |  |  |  |  |  |  |  |    |  |  |  | Punti | Pos. |
| ---- | -------- | --------------------- |  |  |  |  |  |  |  |  |  |  |  |  | -- |  |  |  | ----- | ---- |
| 2003 |          | Mitsubishi Lancer Evo |  |  |  |  |  |  |  |  |  |  |  |  | 18 |  |  |  | 0     |      |

| 2004 | Scuderia | Vettura                                |  |  |  |  |  |  |  |     |  |    |  |  |  |    |    |  | Punti | Pos. |
| ---- | -------- | -------------------------------------- |  |  |  |  |  |  |  | --- |  | -- |  |  |  | -- | -- |  | ----- | ---- |
| 2004 |          | Mitsubishi Lancer Evo Citroën C2 S1600 |  |  |  |  |  |  |  | Rit |  | 19 |  |  |  | 13 | 20 |  | 0     |      |

| 2005 | Scuderia | Vettura          |    |  |  |  |    |  |  |     |  |    |    |  |  |    |    |  | Punti | Pos. |
| ---- | -------- | ---------------- | -- |  |  |  | -- |  |  | --- |  | -- | -- |  |  | -- | -- |  | ----- | ---- |
| 2005 |          | Citroën C2 S1600 | 15 |  |  |  | 17 |  |  | Rit |  | 15 | 13 |  |  | 15 | 12 |  | 0     |      |

| 2006 | Scuderia                 | Vettura           |   |    |   |   |   |   |   |   |   |     |    |     |   |    |   |   | Punti | Pos. |
| ---- | ------------------------ | ----------------- | - | -- | - | - | - | - | - | - | - | --- | -- | --- | - | -- | - | - | ----- | ---- |
| 2006 | Kronos Total Citroën WRT | Citroën Xsara WRC | 8 | 16 | 4 | 2 | 3 | 5 | 3 | 6 | 2 | Rit | SQ | Rit | 7 | 23 | 5 | 7 | 49    | 5º   |

| 2007 | Scuderia          | Vettura        |   |    |    |   |   |   |   |    |     |     |   |   |   |   |   |   | Punti | Pos. |
| ---- | ----------------- | -------------- | - | -- | -- | - | - | - | - | -- | --- | --- | - | - | - | - | - | - | ----- | ---- |
| 2007 | Citroën Total WRT | Citroën C4 WRC | 2 | 12 | 25 | 4 | 3 | 6 | 3 | 24 | Rit | Rit | 6 | 2 | 3 | 2 | 2 | 5 | 65    | 4º   |

| 2008 | Scuderia          | Vettura        |    |   |    |   |   |   |   |   |   |   |   |   |     |     |   |  | Punti | Pos. |
| ---- | ----------------- | -------------- | -- | - | -- | - | - | - | - | - | - | - | - | - | --- | --- | - |  | ----- | ---- |
| 2008 | Citroën Total WRT | Citroën C4 WRC | 11 | 6 | 16 | 3 | 2 | 5 | 5 | 4 | 4 | 2 | 2 | 2 | Rit | Rit | 3 |  | 65    | 3º   |

| 2009 | Scuderia          | Vettura        |   |   |   |   |   |    |    |   |   |   |   |   |  |  |  |  | Punti | Pos. |
| ---- | ----------------- | -------------- | - | - | - | - | - | -- | -- | - | - | - | - | - |  |  |  |  | ----- | ---- |
| 2009 | Citroën Total WRT | Citroën C4 WRC | 2 | 5 | 4 | 3 | 2 | 22 | 11 | 2 | 4 | 3 | 2 | 3 |  |  |  |  | 64    | 3º   |

| 2010 | Scuderia                              | Vettura        |   |    |   |     |   |   |   |   |   |   |   |   |   |  |  |  | Punti | Pos. |
| ---- | ------------------------------------- | -------------- | - | -- | - | --- | - | - | - | - | - | - | - | - | - |  |  |  | ----- | ---- |
| 2010 | Citroën Total WRT Citroën Junior Team | Citroën C4 WRC | 4 | 14 | 4 | Rit | 5 | 3 | 2 | 5 | 2 | 4 | 2 | 3 | 5 |  |  |  | 150   | 5º   |

| 2011 | Scuderia      | Vettura                    |  |  |  |  |   |  |  |     |   |  |   |    |     |  |  |  | Punti | Pos. |
| ---- | ------------- | -------------------------- |  |  |  |  | - |  |  | --- | - |  | - | -- | --- |  |  |  | ----- | ---- |
| 2011 | Mini WRC Team | Mini John Cooper Works WRC |  |  |  |  | 6 |  |  | Rit | 3 |  | 2 | 42 | 192 |  |  |  | 59    | 8º   |

| 2012 | Scuderia                            | Vettura                                       |   |     |  |     |     |  |   |  |   |  |     |  |    |  |  |  | Punti | Pos. |
| ---- | ----------------------------------- | --------------------------------------------- | - | --- |  | --- | --- |  | - |  | - |  | --- |  | -- |  |  |  | ----- | ---- |
| 2012 | Mini WRC Team Ford World Rally Team | Mini John Cooper Works WRC Ford Fiesta RS WRC | 2 | Rit |  | 111 | Rit |  | 6 |  | 9 |  | Rit |  | 92 |  |  |  | 35    | 11º  |

| 2013 | Scuderia                    | Vettura         |   |     |   |    |   |   |   |   |    |  |    |     |   |  |  |  | Punti | Pos. |
| ---- | --------------------------- | --------------- | - | --- | - | -- | - | - | - | - | -- |  | -- | --- | - |  |  |  | ----- | ---- |
| 2013 | Abu Dhabi Citroëm Total WRT | Citroën DS3 WRC | 3 | Rit | 4 | 12 | 9 | 2 | 4 | 5 | 12 |  | 21 | Rit | 7 |  |  |  | 123   | 5º   |

| 2014 | Scuderia          | Vettura         |     |  |  |     |     |  |  |  |   |  |   |   |  |  |  |  | Punti | Pos. |
| ---- | ----------------- | --------------- | --- |  |  | --- | --- |  |  |  | - |  | - | - |  |  |  |  | ----- | ---- |
| 2014 | Hyundai Shell WRT | Hyundai i20 WRC | Rit |  |  | Rit | Rit |  |  |  | 2 |  | 4 | 5 |  |  |  |  | 40    | 10º  |

| 2015 | Scuderia                 | Vettura         |   |  |   |    |   |    |    |    |    |   |   |   |   |  |  |  | Punti | Pos. |
| ---- | ------------------------ | --------------- | - |  | - | -- | - | -- | -- | -- | -- | - | - | - | - |  |  |  | ----- | ---- |
| 2015 | Hyundai World Rally Team | Hyundai i20 WRC | 6 |  | 5 | 52 | 6 | 20 | 10 | 11 | 43 | 8 | 7 | 3 | 4 |  |  |  | 89    | 8º   |

| 2016 | Scuderia           | Vettura                        |    |   |   |    |   |   |     |  |   |   |   |    |   |    |  |  | Punti | Pos. |
| ---- | ------------------ | ------------------------------ | -- | - | - | -- | - | - | --- |  | - | - | - | -- | - | -- |  |  | ----- | ---- |
| 2016 | Hyundai Motorsport | Hyundai New Generation i20 WRC | 62 | 6 | 4 | 42 | 4 | 4 | Rit |  | 2 | C | 7 | 23 | 6 | 53 |  |  | 130   | 5º   |

| 2017 | Scuderia           | Vettura               |    |   |    |    |   |   |     |   |   |     |     |    |  |  |  |  | Punti | Pos. |
| ---- | ------------------ | --------------------- | -- | - | -- | -- | - | - | --- | - | - | --- | --- | -- |  |  |  |  | ----- | ---- |
| 2017 | Hyundai Motorsport | Hyundai i20 Coupe WRC | 45 | 4 | 85 | 34 | 8 | 3 | 122 | 4 | 9 | 341 | 151 | 10 |  |  |  |  | 95    | 6º   |

| 2018 | Scuderia                | Vettura               |     |  |   |   |   |    |  |  |     |  |  |   |  |  |  |  | Punti | Pos. |
| ---- | ----------------------- | --------------------- | --- |  | - | - | - | -- |  |  | --- |  |  | - |  |  |  |  | ----- | ---- |
| 2018 | Hyundai Shell Mobis WRT | Hyundai i20 Coupe WRC | Rit |  | 2 | 4 | 3 | 43 |  |  | Rit |  |  | 5 |  |  |  |  | 71    | 9º   |

| 2019 | Scuderia                | Vettura               |  |  |    |   |    |  |     |   |  |   |   |    |  |  |  |  | Punti | Pos. |
| ---- | ----------------------- | --------------------- |  |  | -- | - | -- |  | --- | - |  | - | - | -- |  |  |  |  | ----- | ---- |
| 2019 | Hyundai Shell Mobis WRT | Hyundai i20 Coupe WRC |  |  | 94 | 4 | 64 |  | 235 | 1 |  | 5 | 5 | 34 |  |  |  |  | 89    | 8º   |

| 2020 | Scuderia                | Vettura               |  |  |     |  |  |    |   |  |  |  |  |  |  |  |  |  | Punti | Pos. |
| ---- | ----------------------- | --------------------- |  |  | --- |  |  | -- | - |  |  |  |  |  |  |  |  |  | ----- | ---- |
| 2020 | Hyundai Shell Mobis WRT | Hyundai i20 Coupe WRC |  |  | Rit |  |  | 15 | 3 |  |  |  |  |  |  |  |  |  | 42    | 8º   |

| 2021 | Scuderia                | Vettura               |   |  |  |   |    |    |  |  |   |  |   |   |  |  |  |  | Punti | Pos. |
| ---- | ----------------------- | --------------------- | - |  |  | - | -- | -- |  |  | - |  | - | - |  |  |  |  | ----- | ---- |
| 2021 | Hyundai Shell Mobis WRT | Hyundai i20 Coupe WRC | 5 |  |  | 2 | 17 | 12 |  |  | 4 |  | 3 | 3 |  |  |  |  | 81    | 6º   |

| 2022 | Scuderia                | Vettura                     |  |  |  |   |   |  |  |  |  |   |  |   |     |  |  |  | Punti | Pos. |
| ---- | ----------------------- | --------------------------- |  |  |  | - | - |  |  |  |  | - |  | - | --- |  |  |  | ----- | ---- |
| 2022 | Hyundai Shell Mobis WRT | Hyundai i20 N Rally1 Hybrid |  |  |  | 3 | 3 |  |  |  |  | 3 |  | 5 | Rit |  |  |  | 59    | 8º   |

| 2023 | Scuderia                | Vettura                     |   |  |   |  |    |     |   |  |  |    |  |  |     |  |  |  | Punti | Pos. |
| ---- | ----------------------- | --------------------------- | - |  | - |  | -- | --- | - |  |  | -- |  |  | --- |  |  |  | ----- | ---- |
| 2023 | Hyundai Shell Mobis WRT | Hyundai i20 N Rally1 Hybrid | 7 |  | 5 |  | 25 | Rit | 5 |  |  | 34 |  |  | Rit |  |  |  | 63    | 8º   |

| 2024 | Scuderia                | Vettura                     |  |  |  |  |   |   |  |  |  |   |  |  |  |  |  |  | Punti | Pos. |
| ---- | ----------------------- | --------------------------- |  |  |  |  | - | - |  |  |  | - |  |  |  |  |  |  | ----- | ---- |
| 2024 | Hyundai Shell Mobis WRT | Hyundai i20 N Rally1 Hybrid |  |  |  |  | 5 | 3 |  |  |  | 2 |  |  |  |  |  |  | 44    | 9º   |

| 2025 | Scuderia | Vettura              |  |  |  |  |     |  |  |  |  |  |  |  |  |  |  |  | Punti | Pos. |
| ---- | -------- | -------------------- |  |  |  |  | --- |  |  |  |  |  |  |  |  |  |  |  | ----- | ---- |
| 2025 |          | Hyundai i20 N Rally2 |  |  |  |  | Rit |  |  |  |  |  |  |  |  |  |  |  | 0     |      |

| Legenda | 1º posto | 2º posto | 3º posto | A punti | Senza punti | Ritirato | Squalificato | NP=Non partito C=Gara cancellata | Apice=Power stage |

### Junior WRC
| 2005 | Scuderia | Vettura          |   |  |  |  |   |  |  |     |  |   |   |  |  |   |   |  | Punti | Pos. |
| ---- | -------- | ---------------- | - |  |  |  | - |  |  | --- |  | - | - |  |  | - | - |  | ----- | ---- |
| 2005 |          | Citroën C2 S1600 | 4 |  |  |  | 1 |  |  | Rit |  | 1 | 1 |  |  | 2 | 1 |  | 53    | 1º   |

| Legenda | 1º posto | 2º posto | 3º posto | A punti | Senza punti | Ritirato | Squalificato | NP=Non partito C=Gara cancellata | Apice=Power stage |